# 오송중학교
오송중학교(五松中學校)는 대한민국 충청북도 청주시 흥덕구 오송읍 만수리에 있는 공립 중학교이다.

## 학교 연혁
- 2005년 10월 17일 : 오송중학교 설립인가(15학급)
- 2009년 5월 18일 : 오송중학교 개교식
- 2009년 11월 27일 : 영어 전용 교실 구축, Wee-class 교실 구축
- 2014년 1월 14일 : 수학 교과교실 증축 및 과학 교과교실 리모델링
- 2022년 1월 6일 : 제12회 졸업식(졸업생 188명 졸업)
- 2023년 9월 1일 : 제8대 이종락 교장 부임

## 참고 자료
- 오송중학교 - 한국교육학술정보원 학교알리미